# Marguerite Aline Abomo Fama
Margueritte Aline Abomo Fama, est une femme politique camerounaise. Elle est députée de la Xe et législature de la République du Cameroun. Elle décède le 9 novembre 2023 à l'hôpital militaire de Yaoundé des suites de maladie. 

## Biographie
Margueritte Abomo Fama est native de Bana dans la commune de Lembe Yezoum département de la Haute-Sanaga, région du Centre au Cameroun. 
Elle est élue pour la première fois en octobre 2013 députée de la Haute-Sanaga,,, en remplacement de Mvindi Obama Gaston au sein du parti politique Rassemblement démocratique du peuple camerounais. Elle est réélue pour un second mandat lors des élections municipales et législatives de 2020 dans la circonscription électorale de la Haute-Sanaga en tant que représentante du même parti politique. 
À son décès, elle est membre de la Commission de la défense nationale et de la sécurité à l'Assemblée nationale. Elle est également membre des Groupes d’Amitié interparlementaire Cameroun-Danemark, Cameroun -Tunisie et Cameroun-Israël.
Abomo Fama Margueritte décède le 9 novembre 2023 à l'hôpital militaire de Yaoundé, avant le début de la 3e session ordinaire de la Xe législature. Sa mort survient au moment où les membres de l'Assemblée nationale ont repris leurs travaux pour examiner et adopter le budget de l'État pour l'exercice 2024.